# Radie Britain
Radie Britain (* 17. März 1899 in Silverton, Texas; † 23. Mai 1994 in Los Angeles) war eine US-amerikanische Komponistin.

## Leben und Wirken
Britain besuchte von 1919 bis 1921 das American Conservatory in Chicago und wirkte dann als Klavierlehrerin. Im Sommer 1922 erhielt sie in Dallas Orgelunterricht bei Pietro Yon. 1923 ging sie nach Paris, wo sie Orgelschülerin von Marcel Dupré war. Nach Klavierlektionen bei Adele aus der Ohe studierte sie Komposition und Musiktheorie bei A. Albert Noelte in München (1924 bis 1926) und Chicago (1927 bis 1928). Weitere Klavierlehrer waren Leopold Godowsky, Heniot Levy, R. Deane Shure, Joseph Pembaur und Alice Ripper.
Von 1930 bis 1934 unterrichtete Britain am Girvin Institute of Music in Chicago, danach am Chicago Conservatory. Ab 1940 bis 1960 erteilte sie privaten Klavier- und Kompositionsunterricht in Hollywood.
Britain komponierte zahlreiche Werke für Klavier und für kammermusikalische Formationen, außerdem auch eine Oper, Kinderoperetten, Ballette, zwei Sinfonien und weitere Orchesterwerke. Ihre Kompositionen sind größtenteils tonal und lyrisch, in ihren Spätwerken experimentierte sie auch mit atonaler Musik und der Zwölftontechnik. Die programmmusikalischen Werke sind meist von Landschaften und Themen aus dem Südwesten der USA inspiriert.
Daneben verfasste Britain zahlreiche Artikel für Zeitschriften und Journale und war jahrzehntelang Mitglied der National League of American Pen Women. Sie war in zweiter Ehe (seit 1940) mit dem Bildhauer Edgardo Simone und in dritter Ehe (seit 1959) mit dem Flugpionier Theodore Morton verheiratet.

## Werke
- Western Suite, 1925
- Prelude to a Drama für Sinfonieorchester, 1928
- Symphonic Intermezzo, 1928
- The Shepherd in the Distance, Ballett, 1929
- Heroic Poem für Sinfonieorchester, 1929 (Juilliard National Publication Prize 1930)
- Southern Symphony, 1935
- Suite for Strings, 1940
- Happyland, Operette für Kinder, 1946
- Red Clay: A Western Ballet, 1950
- Carillon, Oper, 1952
- The Spider and the Butterfly, Operette für Kinder, 1953
- Cowboy Rhapsody für Sinfonieorchester, 1956
- Kuthara (The Scythe), Kammeroper, 1960
- Cosmic Mist Symphony, 1962
- Sam Houston für Sinfonieorchester, 1987
- Texas für Sinfonieorchester, 1988

## Schriften
- How to Play the Piano: Duets and Rhythms. 1950
- Major and Minor Moods. 1961
- Lakalani. 1971
- Composer's Corner. 1978
- Ridin' Herd to Writing Symphonies: an Autobiography. 1996